# جيمس جي. هيرش
جيمس جي. هيرش (بالإنجليزية: James G. Hirsch)‏ هو أحيائي أمريكي، ولد في 31 أكتوبر 1922 في سانت لويس في الولايات المتحدة، وتوفي في 25 مايو 1987 في مركز ميموريال سلون كيترينغ للسرطان في الولايات المتحدة.